# Râul Msta
Msta (în rusă Мста) este un râu în Rusia, care izvorăște din Podișul Valdai. Traversează orașul Borovici. Are o lungime de 445 km.